# Bio-tek
Bio-tek est un label créé par Jonathan Sharp, principalement connu pour son titre Die Sect, popularisé par VNV Nation. Le style musical est proche du genre electronic body music.

## Bio-tek
Jonathan Sharp a fondé en 1980 le label New Mind. Basé à Cumbria, en Angleterre, New Mind a produit cinq album complets, deux singles et plusieurs remix. En 1996, Jonathan Sharp regroupe dans un album ses propres créations et deux remix de Die-Sect, l'un par VNV Nation et l'autre par !AiBoFoRcEn←.
Ce premier album, intitulé A God Ignored Is A Demon Born, sort en 1997. Produit par Zoth Ommog Records et labelé Bio-tek, cet album inclus les titres suivants
1. Die-sect
2. Wound
3. Human Weapon
4. Ashes
5. No Victim
6. Needle
7. Ghosts
8. Vaxine
9. Die-sect (State of Ardour Version)
10. Chemical Weapon
11. Apocalypse
12. Die-sect(AntiAiBo-tek Mix)

En 1998, Zoth Ommog Records produit le second album de Bio-tek. Intitulé Darkness My Name Is, cet album regroupe onze titres originaux, dont notamment :
- Communion
- Hate Like A Fire
- Veronika Voss
- Murderworld
- City of Steel
- Thorns

En 1999, le troisième album de Bio-tek, Punishment For Decadence, contient dix titres. L'album ressort le 25 mars 2000, édité par Doppler Effect records sous le label d'édition The Orchard.
1. Leviathan
2. Eve Black Eve White
3. Razorback
4. Mary Alice
5. Steel Against Skin
6. Pure Morning
7. Shield Affirmation
8. Affirmation
9. Kingdom
10. Exegesis

En 2002, Doppler Effect records produit un quatrième album de Bio-tek, Ceremony of Innocence . Cet album contient dix titres :
1. Scarlet Tracings
2. Reborn
3. Sorrows of the Moon
4. Prayer
5. Caller of the Black
6. Profession of Violence
7. Victory Not Vengeance
8. Un Coer On Hiver
9. Lucifuge Refocale
10. The Last Ritual

## Discographie
- A God Ignored Is A Demon Born (1997)
- Darkness My Name Is (1998)
- Punishment For Decadence (1999)
- Ceremony of Innocence (2002)